# Carl Ludwig Murtfeldt

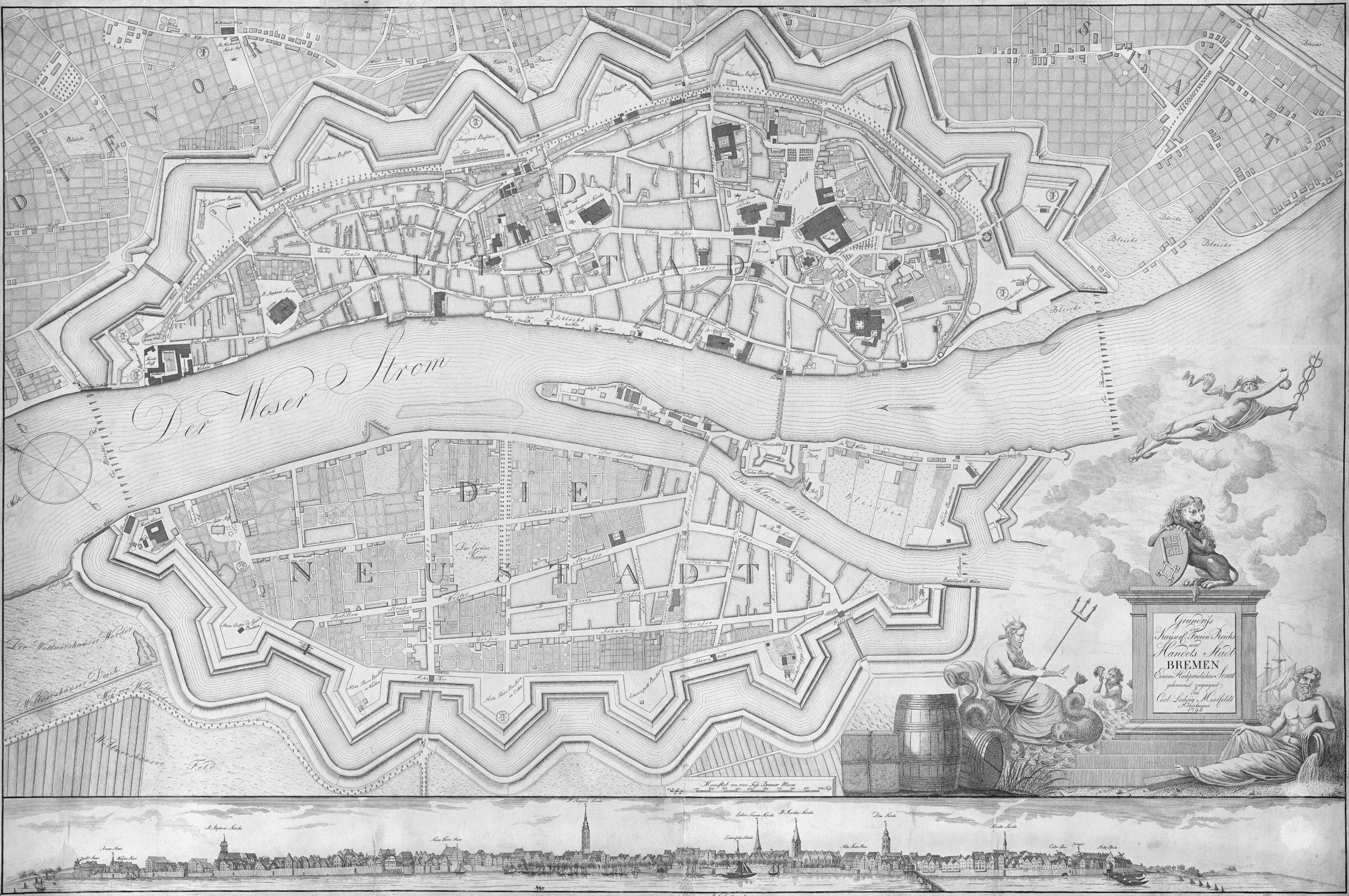
Grundriſs der Kayserl. Freien Reichs und Handels Stadt Bremen

Carl Ludwig Murtfeldt, auch Karl Ludwig Murtfeldt, (* 1745; † 6. November 1820 in Bremen) war ein deutscher Ingenieurkapitän, Architekt und Kartograf.

## Biografie

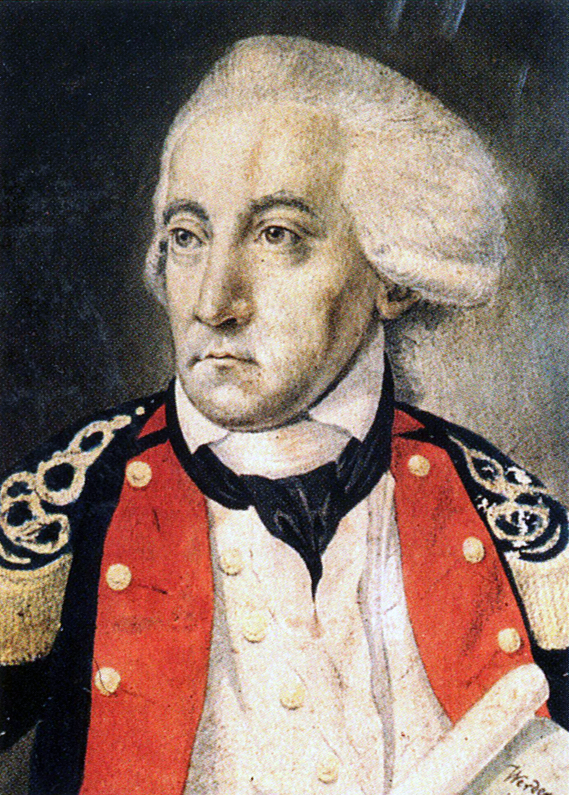
Carl Ludwig Murtfeld von E. H. Abel oder J. Fehrmann, Porträtsammlung Wilkens

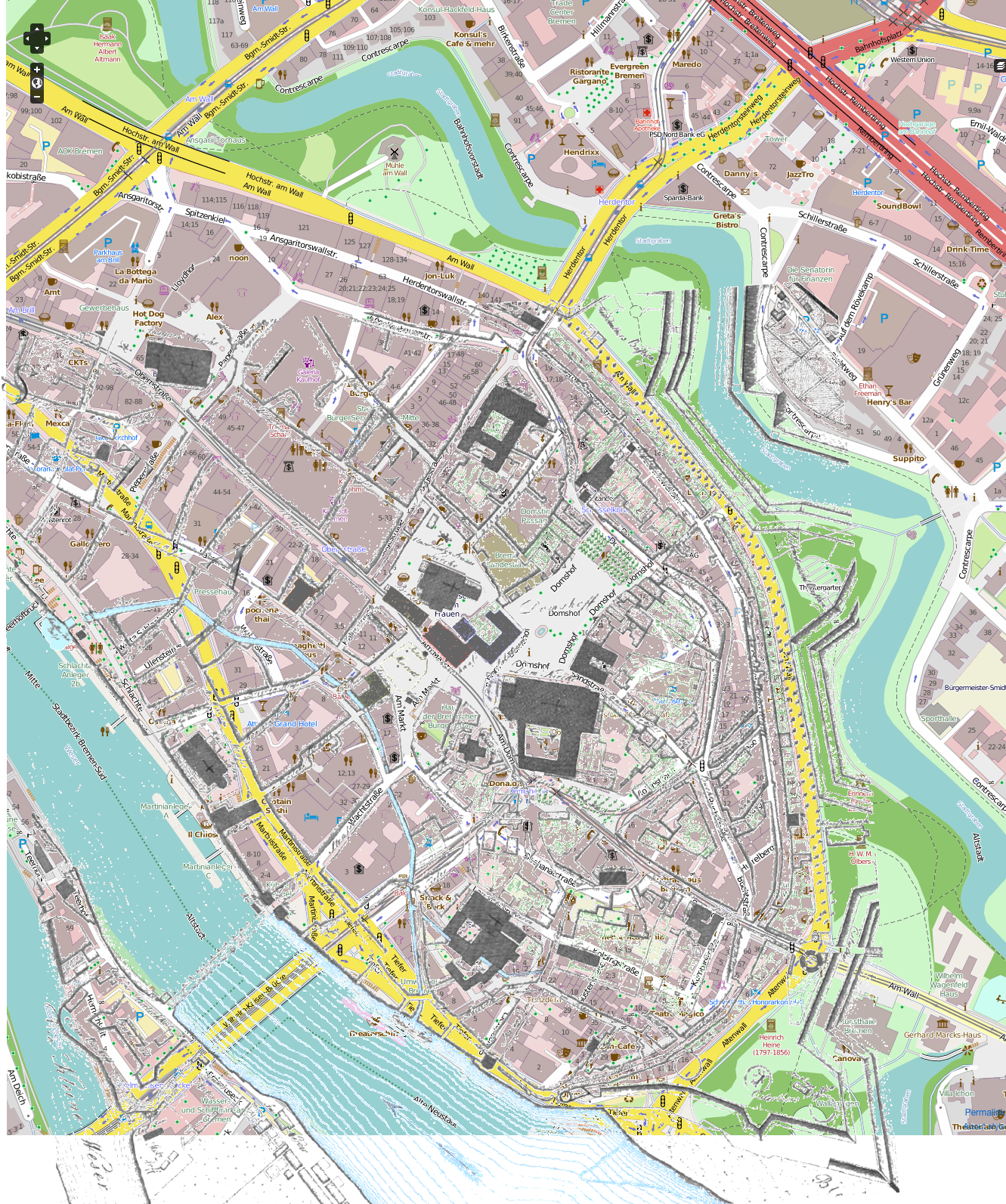
Murtfeldt-Plan, auf Nord gedreht und auf Openstreetmap-Karte gelegt

Murtfeldt war im Militärdienst auf der Festung  Wilhelmstein im Steinhuder Meer für das Fürstentum Schaumburg-Lippe tätig. 
1788 wechselte er nach Bremen und war als Ingenieurkapitän im Artilleriecorps aktiv. Er wirkte zudem als Ingenieur und Architekt bei Baumaßnahmen mit und vermaß Grundstücke. Das Bremer Stadttheater von 1792 wurde unter der Leitung von Murtfeldt in nur sieben Wochen auf der Junkernbastion Am Wall nahe dem Ostertor errichtet. Auch das Taxieren von Torfschiffen gehörte zu seinen Aufgaben. 
1796 wurde auf der Grundlage seiner Vermessungen und Zeichnungen von Georg Heinrich Tischbein (1753–1848) ein sehr exakter Stadtplan von Bremen gestochen. Dieser 95 × 62 cm große Plan ist der detaillierteste bis dahin erstellte Grundriss von Bremen und so genau vermessen, dass er sich mit wenigen Metern Toleranz auf eine heutige Karte legen lässt. 
Murtfeldt hat in der Zeit um 1810 bis 1813 den Chausseebau in Bremen-Hastedt und Tenever begleitet sowie von 1815 bis 1816 den Bau der Chaussee nach Bremen-Horn.